# Нью-Йорк ворлд
«The New York World» (у перекладі Світ Нью-Йорка) — газета, що видавалася в Нью-Йорку в період з 1860 до 1931. Зіграла важливу роль в історії американських газет. Це була одна з провідних національних газет, голос Демократичної партії. З 1883 по 1911 видавцем газети був Джозеф Пулітцер. Він став піонером у «жовтій пресі» і, захопивши увагу читачів, зміг підняти щоденний тираж газети до позначки в один мільйон примірників.

#### Ранні роки
«Нью — Йорк Уорлд» була заснована в 1860 році. З 1862 по 1876 роки редактором газети був тодішній власник Ментон Мербл. Після того як Мербл потрапив у фінансові труднощі, він був змушений продати газету.
Газета була відносно невдалим виданням. У 1883 році газету придбав Джозеф Пулітцер, який почав інтенсивно розвивати видання. Кореспондент Неллі Блай стала одним з перших журналістів, що займалися журналістськими розслідуваннями в Америці. Як рекламний трюк для газети, прочитавши роман Жюля Верна «Навколо світу за вісімдесят днів», вона здійснила навколосвітню подорож за 72 дні в 1889—1890. У 1890 році Пулітцер побудував у Нью-Йорку хмарочос «The New York World Building», у якому розмістилася редакція газети. Це була одна з найвищих будівель у той час.
У 1889—1891 роках головним редактором газети був Джуліус Чемберс.
У 1896 році «The New York World» почали використовувати чотирикольоровий друк; це була перша газета, яка запустила кольоровий додаток, спершу комікс Hogan's Alley, а в 1904 — політичну карикатуру президента Теодора Рузвельта.

#### Пізніші роки
Коли Пулітцер помер у 1911 році, він передав контроль «The New York World» своїм синам Ральфу, Джозефу і Герберту. Газета продовжує рости завдяки відповідальному редактору Герберту Байярду Свопу, який найняв письменників, таких як Френк Салліван і Джозеф Тейлор. Серед відомих журналістів були оглядачі Франклін Пірс Адамс, Хейвуд Браун, Джеймс М. Кейн. Чарльз М. Пейн створив кілька коміксів для газети. У газеті редактором відділу головоломок працював Артур Вінн, який 21 грудня 1913 року створив «ворд-крос» — перший сучасний кросворд.
У 1931 році газета припинила існування.

#### Відродження
16 травня 2011 керівництво факультету журналістики Колумбійського університету оголосило про запуск інтернет-видання під назвою «The New York World», названої на честь оригінальної газети Пулітцера. Університет заявив, що місією газети буде «надавати громадянам Нью-Йорку інформацію про діяльність уряду». Склад редакторів був укомплектований в основному з тих науковців, хто мав ступінь магістра або доктора наук.

#### Цікаві факти
У 1864 році The New York World закрили на три дні після того, як у газеті було опубліковано підроблені документи начебто від Авраама Лінкольна.

## Джерело
- About The evening world. (New York, N.Y.) 1887—1931

1. ↑  Newspapers.com